# Rino (torrente di Leffe)
Il Rino è un torrente, che scorre in Lombardia, attraversando la provincia di Bergamo.

## Percorso

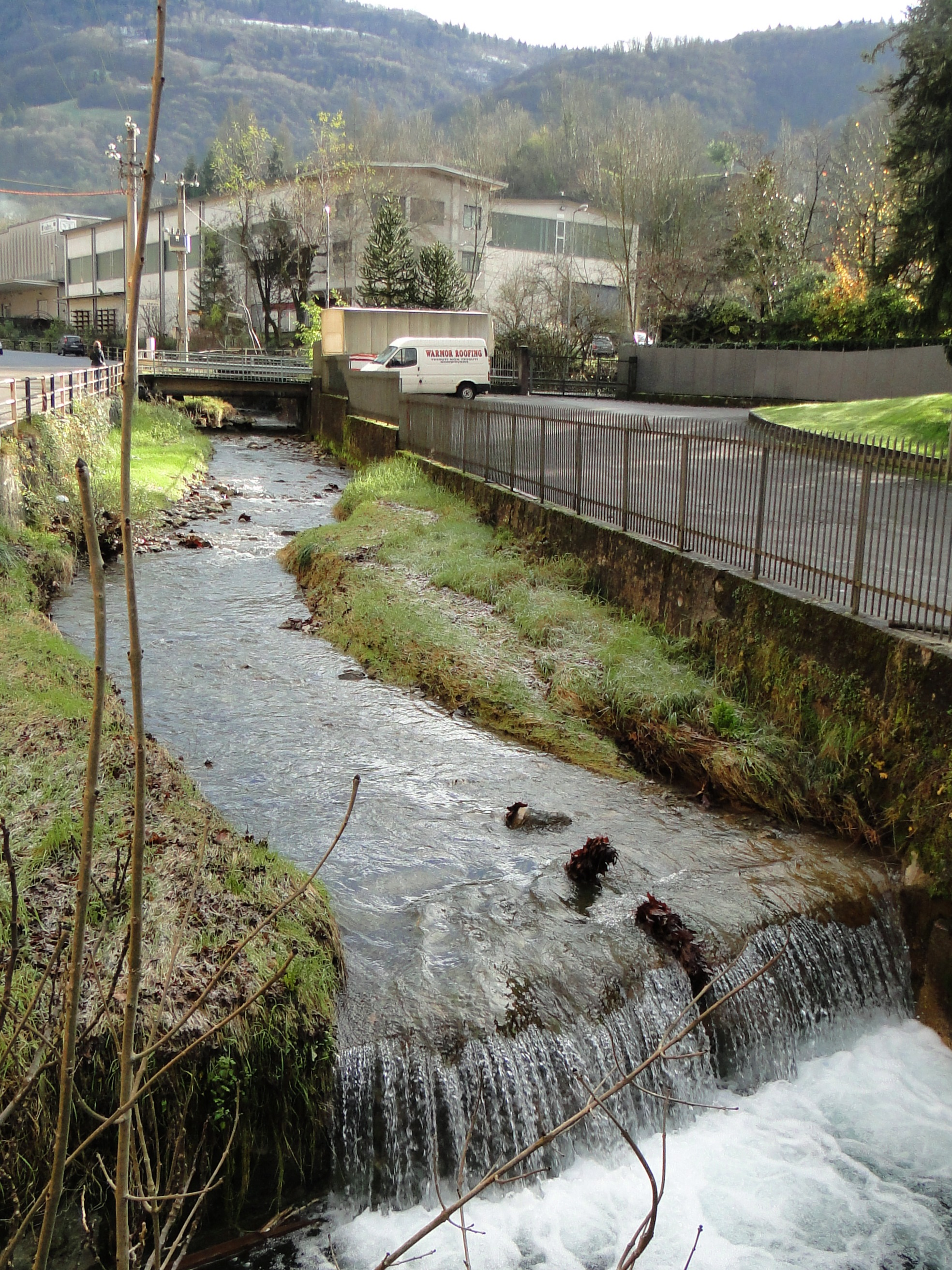
Il torrente Rino nella zona industriale

Il torrente, che deve il suo nome al gallico Rei (scorrere), nasce nel comune di Peia nella piccola val Vègia. Dopo poche centinaia di metri, presso la cava dismessa del Cordellà (in località Prato del Re), riceve le acque della Valle de Trì Fònc (valle delle Tre Fontane) e giunge in comune di Leffe. Corre quindi nella piccola Val de la Famusa, a fianco dello Stadio Carlo Martinelli, dove vi confluiscono i rivoli delle vallecole Brösnìga e Brögà. Entra nel centro abitato di Leffe, presso il quale è fatto oggetto di una forte canalizzazione, tanto che per lunghi tratti il corso stesso risulta essere totalmente sotterraneo. 
Sfocia nel Romna nella zona Sud-Ovest del territorio comunale leffese, nei pressi del locale cimitero. 
Nel periodo geologico del Pleistocene, quando nella conca della val Gandino era presente il lago di Leffe, il corso del torrente deviava verso la sella di san Rocco, venendo incluso nel bacino della valle Rossa. In seguito all'estinzione del lago stesso, unitamente al contributo della neotettonica che fece arretrare il versante Nord-Est del monte Beio, il corso d'acqua ricadde nel versante orografico della val Gandino.

## Problemi
Questo torrente negli ultimi anni è tornato ad essere popolato dalla trota fario, dopo che dal 1950 circa in poi era stato catalogato come il fiume più inquinato d'Italia da vari studiosi che effettuando alcuni carotaggi avevano trovato terra sterile per circa 9 metri sotto la superficie dell'acqua.
Tutto questo era dovuto agli scarichi di varie tintorie presenti nella zona, (per un breve periodo ve ne operavano anche sei), che riversavano i coloranti nell'acqua.